# Hypena poecila
Hypena poecila là một loài bướm đêm trong họ Erebidae.